# 森庸軒
森 庸軒（もり ようけん、文化11年（1814年） - 明治元年（1868年））は、幕末期の儒学者、医者、水戸藩士。水府森家6代。森海庵（同じく庸軒とも号した）の子。諱は尚蔚、字は豹卿。通称は太郎右衛門。静観廬とも号す。

## 経緯
父の海庵が文政10年（1827年）に43歳で亡くなったため、13歳の庸軒が名目上のみ侍医侍講を継ぐが、徳川光圀の命で開かれた森家邸内の儼塾は衰え、水館の立原派と江館の藤田派の対立が再燃してしまう。おりしも文政12年（1829年）、第8代藩主の徳川斉脩が死去すると、みずからの大名への昇格を企む附家老の中山信守によって、尊皇敬幕派（森尚謙・立原翠軒の流れをくむ上士穏健派、門閥派）が取り込まれてしまい、将軍家から新たに養子を迎える運動が行われたが、戸田忠太夫や武田耕雲斎ら、朱舜水・安積澹泊の陽明学的な思想を引き継いだ尊皇反幕派の中下士たちは、斉脩の弟の徳川斉昭を第9代藩主に擁立する。
天保8年（1837年）、大阪で陽明学を柱とする大塩平八郎の乱が起こると、藩主斉昭は藩内宥和を図り、戸田忠太夫に学校造営懸を命じ、文理融合・文武両道の儼塾を、水戸城三の丸内の弘道館に発展させ、海庵の弟子の会沢正志斎を教授頭取とし、藤田幽谷の息子ながら海庵の宥和思想の影響を受けた藤田東湖にその理念を作らせ、また、海庵の息子の庸軒を助教に据えた。
ところが幕府は、これを水戸藩の武装強化と見なし、弘化元年（1844年）に斉昭に隠居を命じ、戸田忠太夫や武田耕雲斎とともに、穏健派の会沢正志斎や藤田東湖までも謹慎させられた。このため、会沢のいなくなった弘道館を庸軒が守ることになる。また、これ以上の幕府の干渉を防ぐため、執政の結城朝道が藩内の過激な中下士たちを弾圧し、対立を深めた。しかし、幕府はアヘン戦争後の国際情勢の緊迫化をようやく理解し、老中首座阿部正弘は斉昭の復権を認め、弘化4年（1847年）、逆に朝道を蟄居に処した。以後、斉昭は武田耕雲斎や中下士たちとともに、急進的な攘夷論へ傾く。
安政2年（1855年）の安政の大地震で、穏健派の藤田東湖や戸田忠太夫らが死去すると、中下士たちは尊皇攘夷を唱え、公武合体を掲げる森庸軒の弘道館の諸生党と対立を深める。その上、安政5年（1858年）に第13代将軍徳川家定が亡くなると、斉昭は自分の実子の一橋慶喜を推し、紀州家の慶福（家茂）を推す開国派の大老井伊直弼と対立した。この将軍継嗣問題では斉昭ら一橋派は敗れるが、その後も政争は続く中、水戸藩に戊午の密勅が下った。会沢正志斎らは公武合体派ながら開国派でもあり、密勅返上によって事態の収拾を図り、井伊は安政の大獄で関係者を大量処分した。この粛清に怒った水戸藩の中下士たちは桜田門外の変、坂下門外の変などを起こしたが、万延元年（1860年）に斉昭が死去すると、家老の市川弘美が藩内の実権を掌握し、庸軒の弘道館の学生たちを諸生党として、公武合体派から佐幕派へ変え、尊皇派の残党と対決を深めていく。
慶応元年（1865年）、藤田小四郎（藤田東湖四男）が筑波山で天狗党を率いて挙兵した。宥和に努めていた武田耕雲斎がその首領に担ぎ出され、徳川慶喜を藩主に迎えようと京都へ向かうが、敦賀で幕府軍に降伏した。家老の市川は、その関係者や親族郎党まで徹底的に処刑し、弘道館の諸生党とともに独裁体制を築いていく。庸軒の親族の中には、天狗党に関わって殺された者もあったが、当人はその号にもあるように、両党派から距離をおいて静観を守り、後の弘道館戦争にも巻き込まれることなく、この混乱の時代をかろうじて生き延びた。　

## 子孫
- 森鴻次郎：「水府医官森氏図書」を早稲田大学に寄贈。

## 著作
- 「涵養亭集」